# シッペイ大魔王
シッペイ大魔王（シッペイだいまおう）は、第一生命のCMに出てくるキャラクターであった。宝田明が演じていた。
がん・急性心筋梗塞・脳血管障害といった三大疾病はたとえ救命出来たとしても長期療養を余儀なくされる事が多く、家計への悪影響も高いためどこの保険会社でもよくターゲットにされるが、そのターゲットを現したキャラクターである。
ある時はレストランのソムリエ・ある時は占い師に化け、「もしも三大疾病になったら～大丈夫かな!」とサラリーマンや女性たちの不安をあおる。
その後「第一でナイト」が登場する、というストーリーでCMは進んでいく。